# Колонија (Понпеј)
Колонија (енгл. Kolonia) је највећи и главни град острвске државе Понпеј која је у саставу Савезне Државе Микронезије. Колонија је до 1989. била главни град Савезне Државе Микронезије, а данас је то Паликир.

## Географија
Град је смештен на северном делу острва Понпеј. До маја 1965. град је био у саставу општине Нет након чега се одвојио и постао засебна општина. Број становника, по попису из 2010. године, износи 6.074. То је највећи и главни град на острву Понпеј а уједно и његово комерцијално седиште. Површина града износи само 1,5 km². У граду је канцеларија гувернера, државне и приватне школе, продавнице, ресторани, барови, хотели али и амбасаде Сједињених Америчких Држава, Аустралије, Кине и Јапана.

## Историја
Град су 1887. изградили Шпанци назвавши га "Santiago de la Ascension". За време шпанско-америчког рата 1899. Немачка је преузела острво и град и ставила га под своју контролу. Немци су у граду саградили торањ са црквеним звоном и гробље. Јапан га је окупирао за време Првог светског рата па су га због међусобног рата са Американцима у Другом светском рату бомбардовале снаге америчке војске. Град је био катастрофално уништен али су га Американци након одласка Јапанаца поново изградили и успоставили контролу над њим.